# Pierre Jonckheer
Pierre Jonckheer este un om politic belgian, membru al Parlamentului European în perioada 1999-2004 din partea Belgiei.
1. ↑  Deputații în Parlamentul European